# Allée couverte von Kerrohet

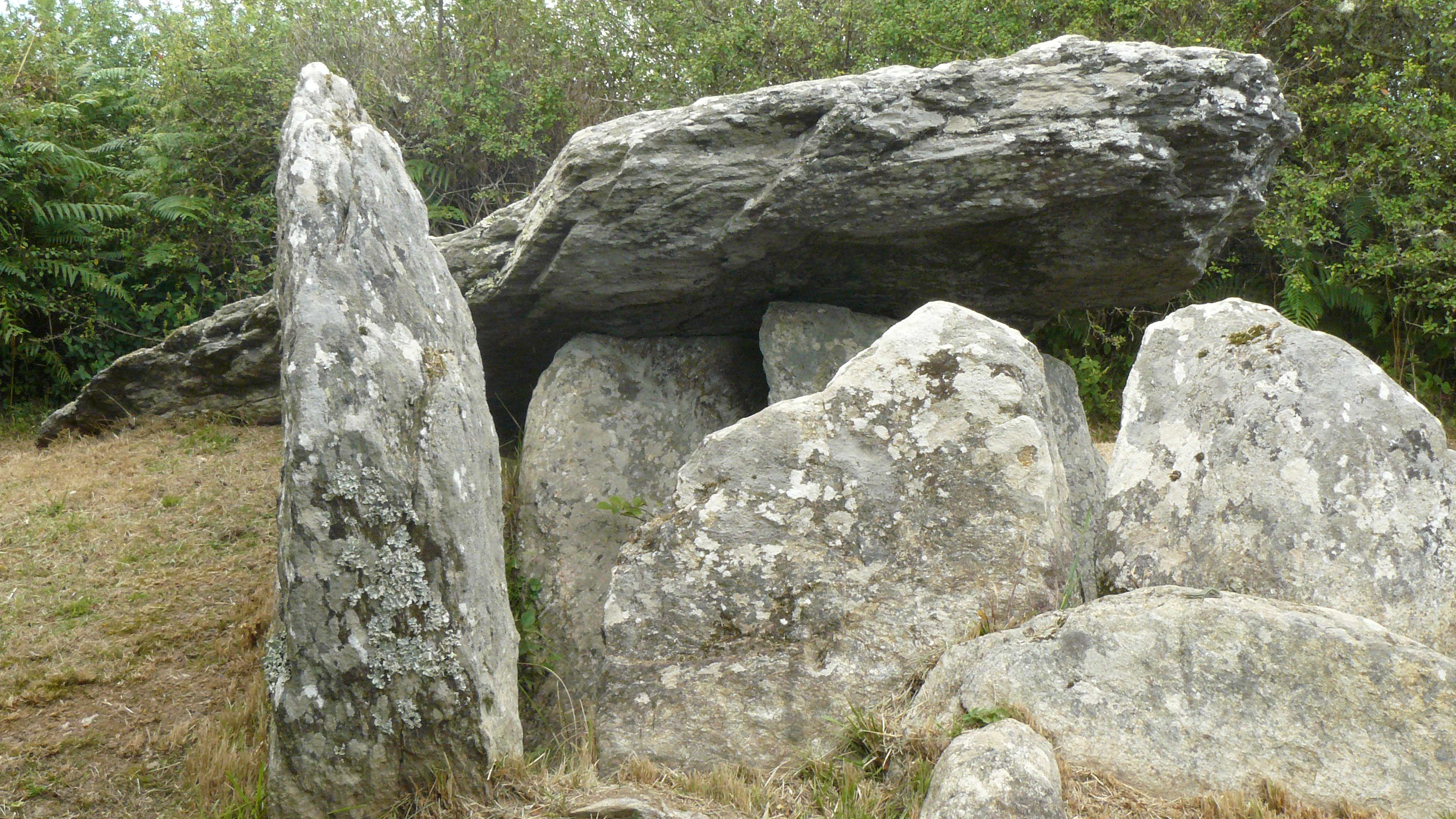
Allée couverte von Kerrohet

Die Allée couverte von Kerrohet, eine Megalith-Grabanlage, liegt etwa 300 m von der Ortschaft Kerrohet auf der Île de Groix im Département Morbihan in der Bretagne in Frankreich. 
Das Galeriegrab hat noch erkennbar etwa 12,0 Meter Länge und ist etwa 1,0 Meter breit. Es hat zwei erhaltene Deckenplatten, und der Cairn ist noch einigermaßen intakt. Eine Platte befindet sich östlich, etwas entfernt. Auf ihr sind einige Schälchen (franz. cupules) zu erkennen. Ein tiefes Loch in einer Platte wurde erst während des Zweiten Weltkrieges hergestellt.
Von den ursprünglich 21 Megalithanlagen auf der Insel sind sieben noch einigermaßen erhalten. Etwa 250 m entfernt liegt der Dolmen von Port-Mélite, Weitere sind Butten er Hac’h, Dolmen de Magouer Huen und der Dolmen von Kerlard. 

Allée couverte de Kerrohet
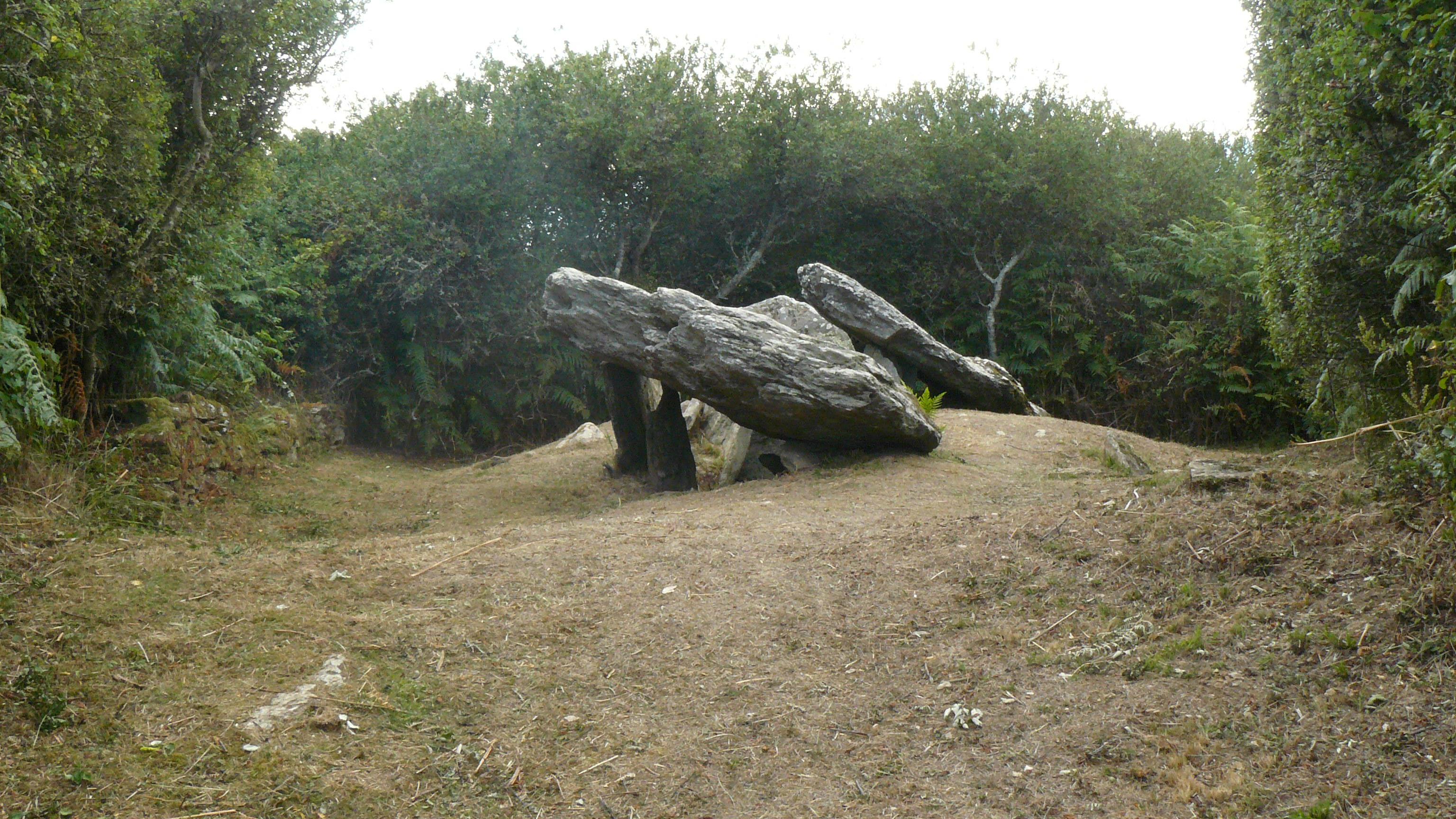
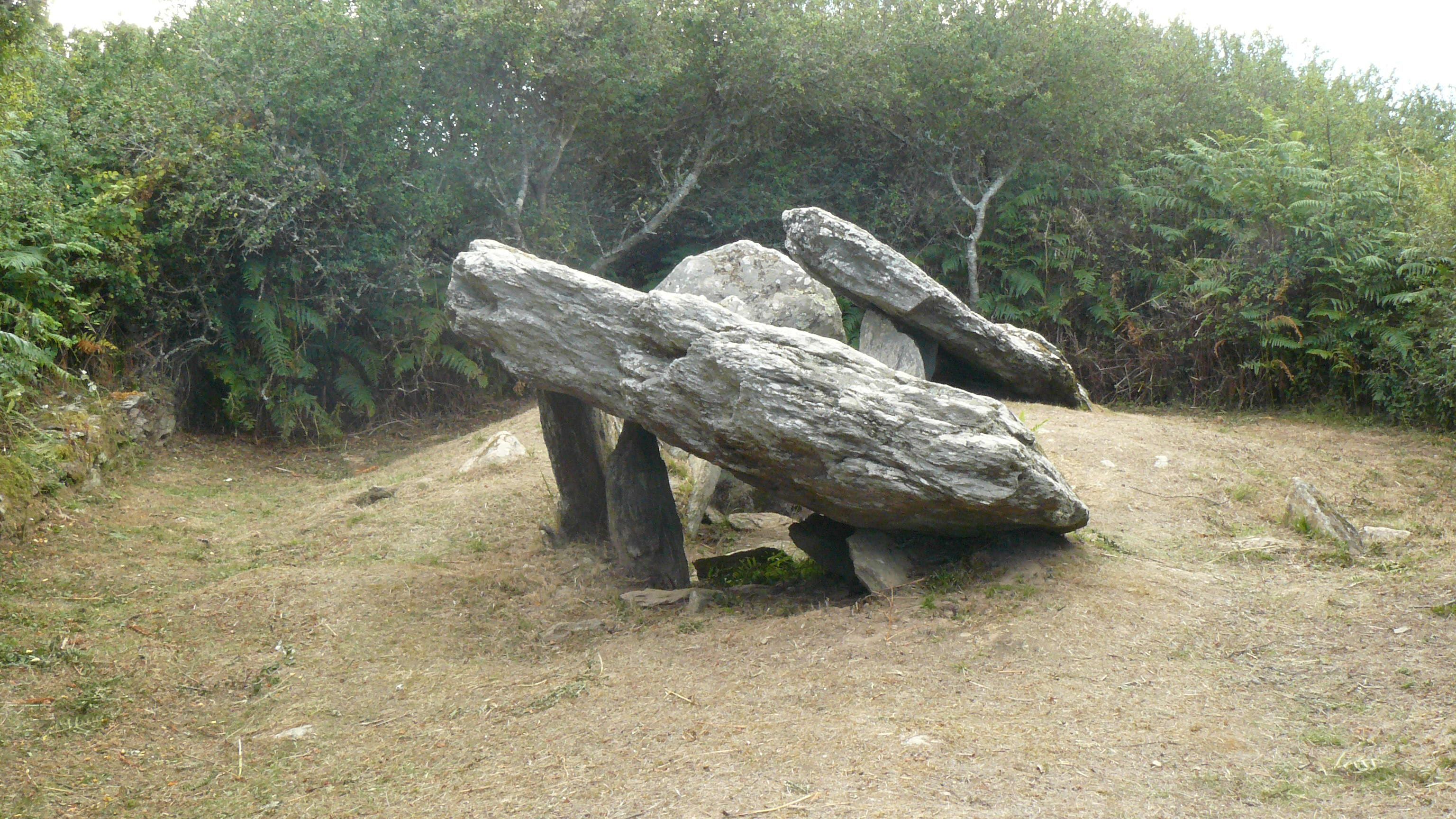
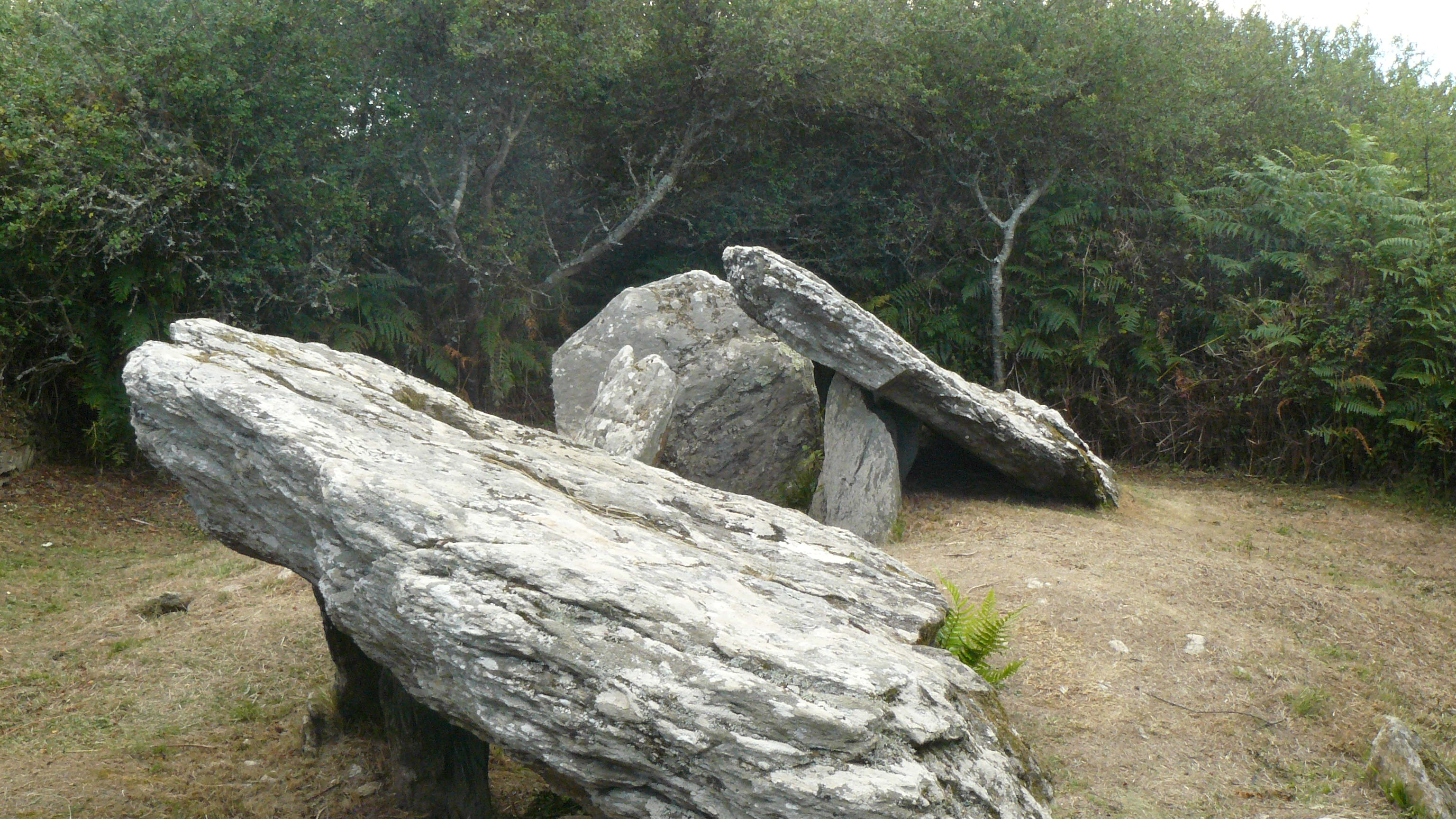
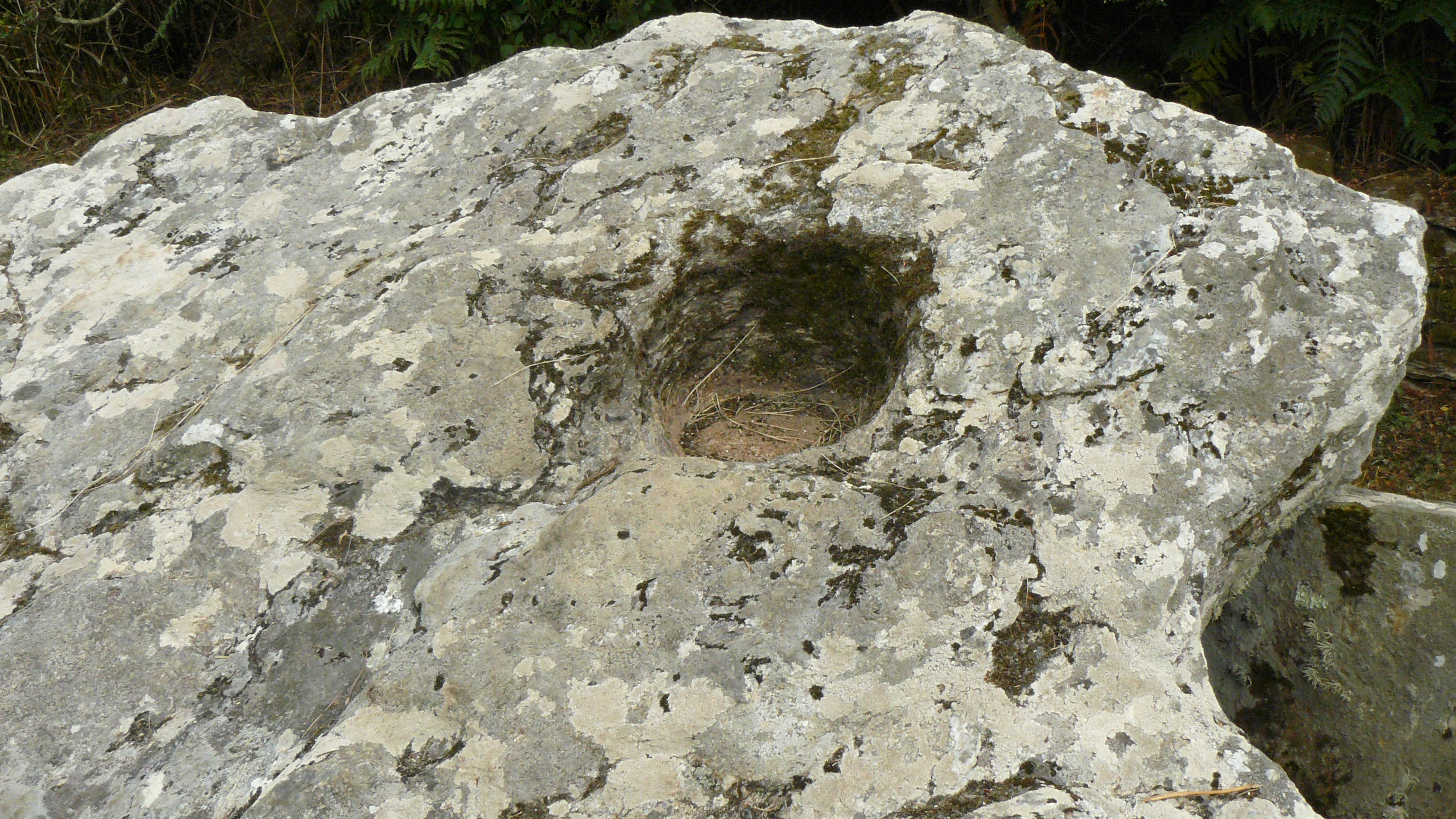